# Unicodeblock Ideographische Beschreibungszeichen

Ein Schriftzeichen, das noch nicht in Unicode kodiert ist, kann durch eine ideographische Beschreibungssequenz ersetzt werden.

Der Unicodeblock Ideographische Beschreibungszeichen (engl. Ideographic Description Characters, U+2FF0 bis U+2FFF) enthält Beschreibungszeichen, mit denen aus bereits bestehenden Schriftzeichen neue erzeugt werden können, auch wenn sie noch nicht im Unicode-Standard kodiert sind. Die Bezeichnungen „Ideographic“ im Original bzw. „ideographisch“ in der Übersetzung sind irreführend, da die damit dargestellten Schriften strenggenommen keine Begriffsschriften (vgl. Ideographie) sind.

## Tabelle
Alle Zeichen haben die Kategorie „Anderes Symbol“ und die bidirektionale Klasse „Anderes neutrales Zeichen“.
| Unicodenummer  | Zeichen (400 %) | Offizielle Bezeichnung                                      | Beschreibung                                                         |
| -------------- | --------------- | ----------------------------------------------------------- | -------------------------------------------------------------------- |
| U+2FF0 (12272) | ⿰              | IDEOGRAPHIC DESCRIPTION CHARACTER LEFT TO RIGHT             | Ideographisches Beschreibungszeichen links nach rechts               |
| U+2FF1 (12273) | ⿱              | IDEOGRAPHIC DESCRIPTION CHARACTER ABOVE TO BELOW            | Ideographisches Beschreibungszeichen oben nach unten                 |
| U+2FF2 (12274) | ⿲              | IDEOGRAPHIC DESCRIPTION CHARACTER LEFT TO MIDDLE AND RIGHT  | Ideographisches Beschreibungszeichen links nach Mitte und rechts     |
| U+2FF3 (12275) | ⿳              | IDEOGRAPHIC DESCRIPTION CHARACTER ABOVE TO MIDDLE AND BELOW | Ideographisches Beschreibungszeichen oben nach Mitte und unten       |
| U+2FF4 (12276) | ⿴              | IDEOGRAPHIC DESCRIPTION CHARACTER FULL SURROUND             | Ideographisches Beschreibungszeichen vollständig eingeschlossen      |
| U+2FF5 (12277) | ⿵              | IDEOGRAPHIC DESCRIPTION CHARACTER SURROUND FROM ABOVE       | Ideographisches Beschreibungszeichen von oben eingeschlossen         |
| U+2FF6 (12278) | ⿶              | IDEOGRAPHIC DESCRIPTION CHARACTER SURROUND FROM BELOW       | Ideographisches Beschreibungszeichen von unten eingeschlossen        |
| U+2FF7 (12279) | ⿷              | IDEOGRAPHIC DESCRIPTION CHARACTER SURROUND FROM LEFT        | Ideographisches Beschreibungszeichen von links eingeschlossen        |
| U+2FF8 (12280) | ⿸              | IDEOGRAPHIC DESCRIPTION CHARACTER SURROUND FROM UPPER LEFT  | Ideographisches Beschreibungszeichen von oben links eingeschlossen   |
| U+2FF9 (12281) | ⿹              | IDEOGRAPHIC DESCRIPTION CHARACTER SURROUND FROM UPPER RIGHT | Ideographisches Beschreibungszeichen von oben rechts eingeschlossen  |
| U+2FFA (12282) | ⿺              | IDEOGRAPHIC DESCRIPTION CHARACTER SURROUND FROM LOWER LEFT  | Ideographisches Beschreibungszeichen von unten links eingeschlossen  |
| U+2FFB (12283) | ⿻              | IDEOGRAPHIC DESCRIPTION CHARACTER OVERLAID                  | Ideographisches Beschreibungszeichen übereinander liegend            |
| U+2FFC (12284) | ⿼              | IDEOGRAPHIC DESCRIPTION CHARACTER SURROUND FROM RIGHT       | Ideographisches Beschreibungszeichen von rechts eingeschlossen       |
| U+2FFD (12285) | ⿽              | IDEOGRAPHIC DESCRIPTION CHARACTER SURROUND FROM LOWER RIGHT | Ideographisches Beschreibungszeichen von unten rechts eingeschlossen |
| U+2FFE (12286) | ⿾              | IDEOGRAPHIC DESCRIPTION CHARACTER HORIZONTAL REFLECTION     | Ideographisches Beschreibungszeichen horizontale Reflexion           |
| U+2FFF (12287) | ⿿              | IDEOGRAPHIC DESCRIPTION CHARACTER ROTATION                  | Ideographisches Beschreibungszeichen Drehung                         |